# Mixto EC
Mixto EC is een Braziliaanse voetbalclub uit Cuiabá in de staat Mato Grosso.

## Geschiedenis
De club werd in 1934 opgericht. De club werd al meer dan 20 keer staatskampioen en is de succesvolste club van de staat.

## Erelijst
Campeonato Mato-Grossense
1943, 1945, 1947, 1948, 1949, 1951, 1952, 1953, 1954, 1959, 1961, 1962, 1965, 1969, 1970, 1979, 1980, 1981, 1982, 1984, 1988, 1989, 1996, 2008
Copa FMF
2012, 2018, 2023
Torneio Centro-Oeste
1976